# Joe Dombrowski
Joe Dombrowski   (Marshall, 12 de maig de 1991) és un ciclista professional, entre 2011 i 2023, estatunidenc. El seu darrer equip fou Astana Qazaqstan Team.
Després d'arribar a l'equip Trek-Livestrong U23 a l'agost de 2010 com aprenent, el 2011 va aconseguir algunes actuacions de destacables a Europa com un 3er lloc a la Ronda de l'Isard d'Arieja (França) i 2n al Giro de la Vall d'Aosta (Itàlia).
El 2012 va aconseguir la victòria al Girobio i el 2015 va aconseguir guanyar Tour de Utah, cursa de categoria 2.HC. El 2021 va guanyar una etapa al Giro d'Itàlia.
El gener de 2024 anuncia la seva retirada després de no trobar equip.

## Palmarès
- 2011
  - Vencedor d'una etapa del Giro de la Vall d'Aosta
- 2012
  - 1r al Girobio i vencedor de 2 etapes
- 2015
  - 1r al Tour de Utah i vencedor d'una etapa
- 2019
  - Vencedor d'una etapa al Tour de Utah
- 2021
  - Vencedor d'una etapa al Giro d'Itàlia

### Resultats a la Volta a Espanya
- 2015. 46è de la classificació general
- 2016. 88è de la classificació general
- 2017. 101è de la classificació general
- 2023. 57è de la classificació general

### Resultats al Giro d'Itàlia
- 2016. 34è de la classificació general
- 2017. 69è de la classificació general
- 2018. 63è de la classificació general
- 2019. 12è de la classificació general
- 2020. 43è de la classificació general
- 2021. No surt (6a etapa). Vencedor d'una etapa
- 2022. 22è de la classificació general
- 2023. 59è de la classificació general

### Resultats al Tour de França
- 2022. 43è de la classificació general